# 巴蓋查里烏帕齊拉
巴蓋查里乌帕齐拉是孟加拉国蘭加馬蒂縣的一个乌帕齐拉，位於吉大港专区的蘭加馬蒂縣。。

## 人口
據1991年孟加拉國人口普查，巴蓋查里共有戶數10,471戶，人口57380人。其中男性佔比53.61%，女性佔比46.39%；成年人口29,181人。該地7歲以上人口之平均識字率為35.7%。